# 名久井直子
名久井 直子（なくい なおこ、1976年2月10日 - ）は、岩手県盛岡市生まれの装丁家・グラフィックデザイナー・同人活動家である。
岩手県立盛岡第一高等学校、武蔵野美術大学視覚伝達デザイン学科卒業後、外資系広告代理店にアートディレクターとして勤務。在職中に友人の歌人・錦見映理子の歌集の装幀を手がけたことをきっかけに注目を浴び始める。2005年に装幀家として独立して以降は、「名久井の装幀」であることが読書家へのアピールになるほどの人気を得ており、年間にデザインを手がける本は100冊を超える。
同人作家としても活動しており、長嶋有、福永信、柴崎友香、法貴信也と結成した同人サークル「ブックスゴニングミ」に参加し、「メルボルン1」「イルクーツク2」といった同人誌を刊行している。
画家のヒグチユウコと「ボリス文庫」を発足。

## 手がけた主な装丁
- 『ガーデニア・ガーデン』 錦見映理子 本阿弥書店 2003年
- 『ラインマーカーズ―The Best of Homura Hiroshi』穂村弘 小学館 2003年
- 『歌舞伎町のミッドナイト・フットボール―世界の9年間と、新宿コマ劇場裏の6日間』菊地成孔 小学館 2004年
- 『パラレル』長嶋有 文藝春秋 2004年
- 『いろんな気持ちが本当の気持ち』長嶋有 筑摩書房 2005年
- 『にょっ記』穂村弘 文藝春秋 2006年
- 『いきもののすべて』フジモトマサル 文藝春秋 2006年
- 『長崎くんの指』東直子 マガジンハウス 2006年
- 『フィッシュマンズ全書』 小学館 2006年
- 『空と海のであう場所』小手鞠るい ポプラ社 2006年
- 『いつか、僕らの途中で』柴崎友香/田雜芳一 ポプラ社 2006年
- 『エロマンガ島の三人』長嶋有 文藝春秋 2007年
- 『このベッドのうえ』野中柊 集英社 2007年
- 『ユリイカ』表紙 青土社 2007年 - 2009年
- 『本当はちがうんだ日記』（文庫版）穂村弘 集英社 2008年
- 『坂道のアポロン』小玉ユキ 小学館 2008年 -
- 『論理と感性は相反しない』山崎ナオコーラ 講談社 2008年
- 『電化製品列伝』長嶋有 講談社 2008年
- 『変愛小説集』岸本佐知子 講談社 2008年
- 『にょにょっ記』穂村弘 文藝春秋 2009年
- 『小川洋子の偏愛短篇箱』小川洋子（編著） 河出書房新社 2009年
- 『ポトスライムの舟』津村記久子 講談社 2009年
- 『魚神』千早茜 集英社 2009年
- 『ねたあとに』長嶋有 朝日新聞出版 2009年
- 『猫座の女の生活と意見』浅生ハルミン 晶文社 2009年
- 『ドリーマーズ』柴崎友香 講談社 2009年
- 『BとIとRとD』酒井駒子 白泉社 2009年
- 『烏有此譚』円城塔 講談社 2009年
- 『岩波国語辞典』第七版、第七版新版 西尾実 岩淵悦太郎 水谷静夫編 岩波書店 2009年、2011年
- 『チッチと子』石田衣良 毎日新聞社 2009年
- 『ポテン生活』木下晋也 講談社 2009年 -
- 『私の家では何も起こらない』恩田陸 メディアファクトリー 2010年
- 『真昼なのに昏い部屋』江國香織 講談社 2010年
- 『よそ見津々』柴崎友香 日本経済新聞出版社 2010年
- 『変愛小説集2』岸本佐知子 講談社 2010年
- 『光待つ場所へ』辻村深月 講談社 2010年
- 『星座から見た地球』福永信 新潮社 2010年
- 『えーえんとくちから』笹井宏之 PARCO出版 2010年
- 『酒井駒子カレンダー 2011』酒井駒子 福音館書店 2010年
- 『終電車ならとっくに行ってしまった』フジモトマサル 新潮社 2010年
- 『エルニーニョ』中島京子 講談社 2010年
- 『おしまいのデート』瀬尾まいこ 集英社 2011年
- 『夢みごこち』フジモトマサル 平凡社 2011年
- 『たんぽるぽる』雪舟えま 短歌研究社 2011年
- 『タラチネ・ドリーム・マイン』雪舟えま PARCO出版 2012年
- 『はぶらし』近藤史恵 幻冬舎 2012年

## 出演番組
- 情熱大陸（2010年9月26日）

## 受賞歴
- 第45回講談社出版文化賞ブックデザイン賞（川上未映子『愛の夢とか』、ささめやゆき『イタリアの道』により）